# آلن کلارک (بازیکن فوتبال)
آلن جان کلارک (به انگلیسی: Allan John Clarke) زادهٔ ۳۱ ژوئیه ۱۹۴۶ بازیکن فوتبال اهل انگلستان بود که سابقهٔ بازی در تیم ملی فوتبال انگلستان را در کارنامهٔ خود دارد. وی در تاریخ ۱۱ ژوئن ۱۹۷۰ نخستین بازی ملی خود را در مقابل تیم ملی فوتبال چکسلواکی انجام داد و با حضور در ۱۹ بازی ملی، در تاریخ ۱۹ نوامبر ۱۹۷۵ واپسین بازی ملی‌اش را در برابر تیم ملی فوتبال پرتغال برگزار کرد.
این بازیکن توانسته در بازی‌های ملی، ۱۰ گل به ثمر برساند.